# Красные Ворота (Республика Алтай)

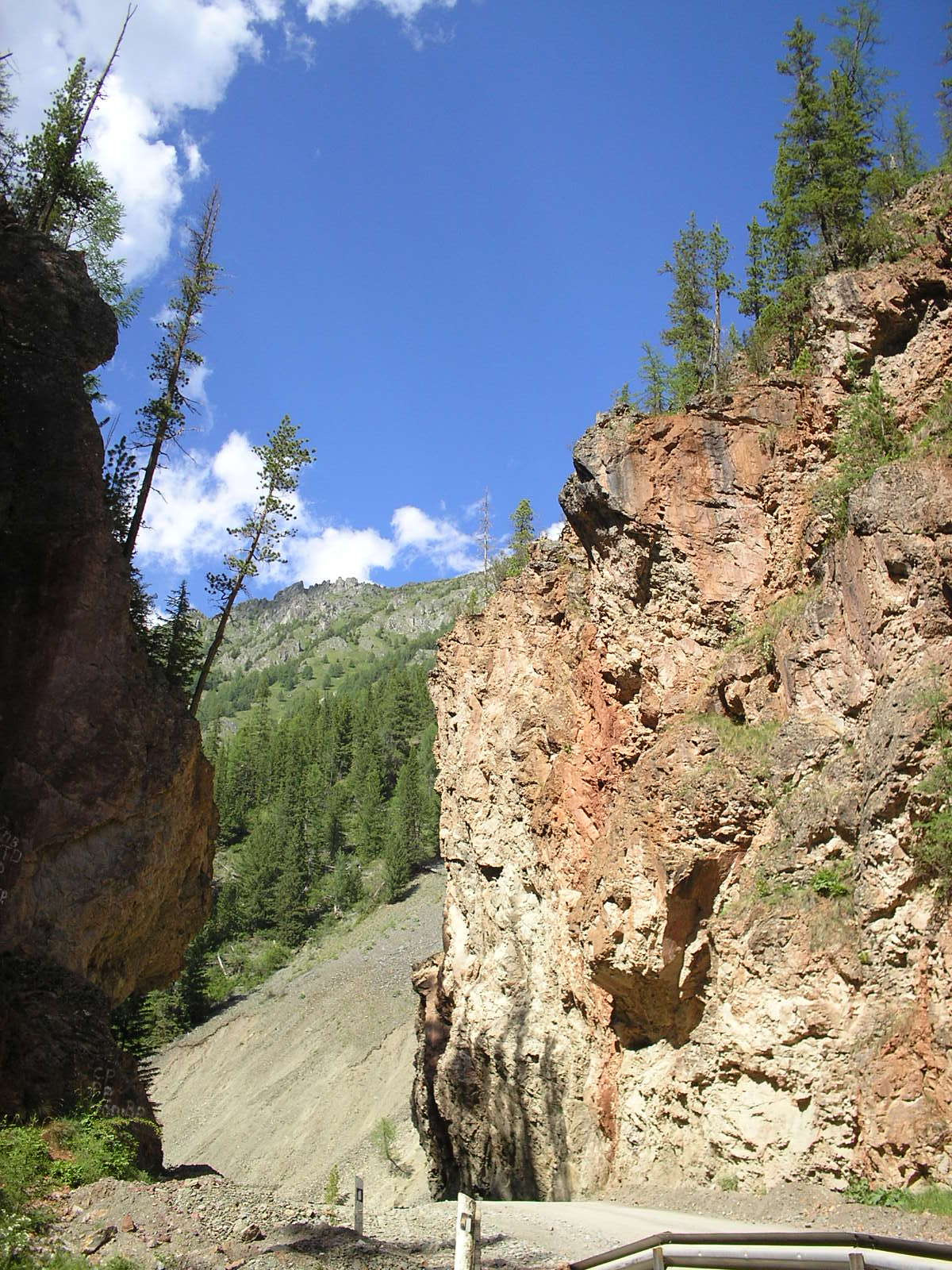

Кра́сные воро́та — природная достопримечательность Республики Алтай. Находится на территории Улаганского района, в долине реки Чибитки, на стыке Курайского и Айгулакского хребтов.

## Описание
Ворота представляют собой узкий извилистый проход между отвесными скалами красного цвета. Скалы сложены эффузивными горными породами, содержащими киноварь, чем и объясняется их красный цвет. Высота скал около 50 метров.
Через Красные ворота проходит участок Улаганского тракта. При прокладывании дороги узкий проход был расширен с помощью взрывных работ.

## Фото

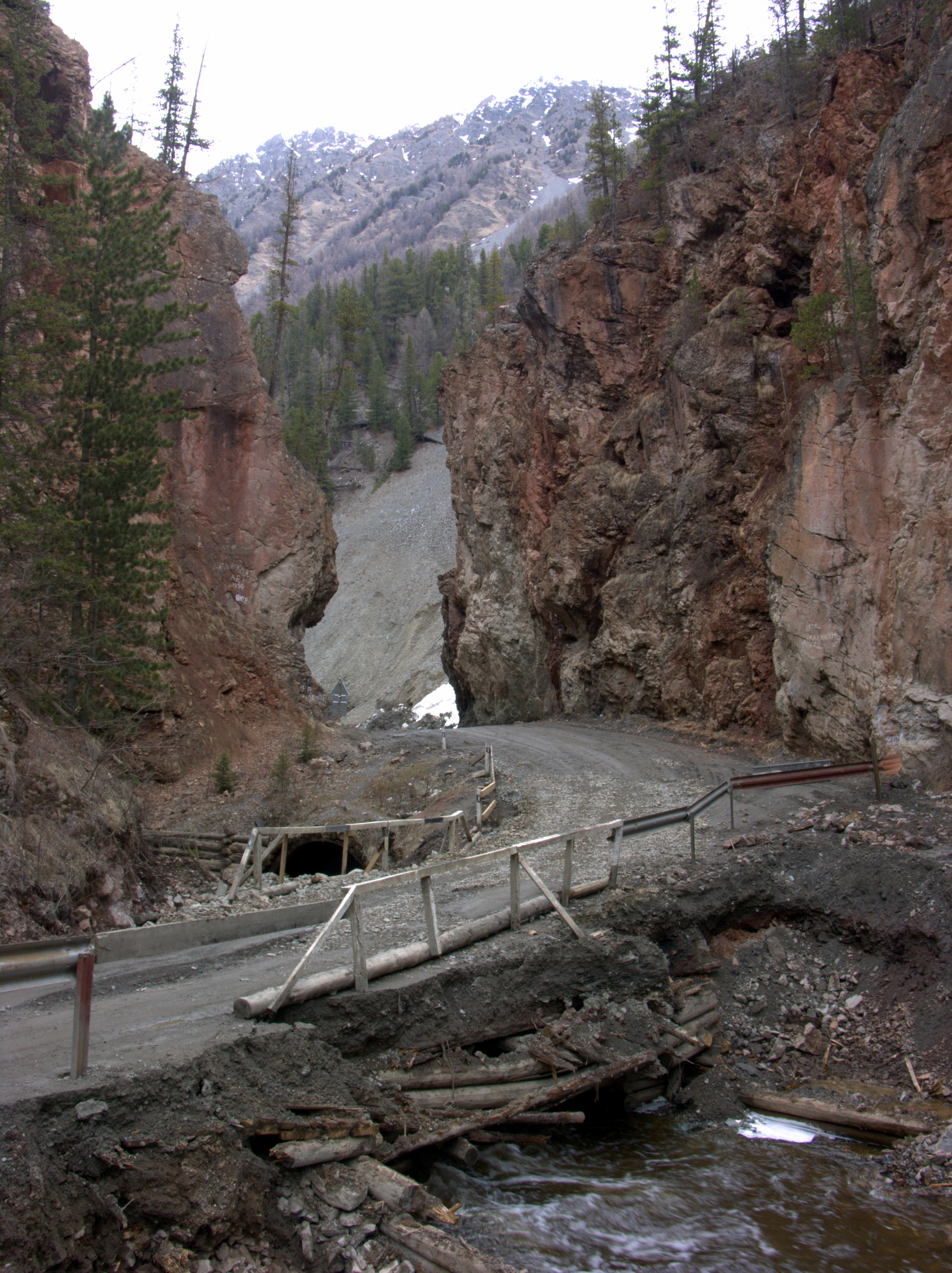
Красные ворота со стороны Улагана.
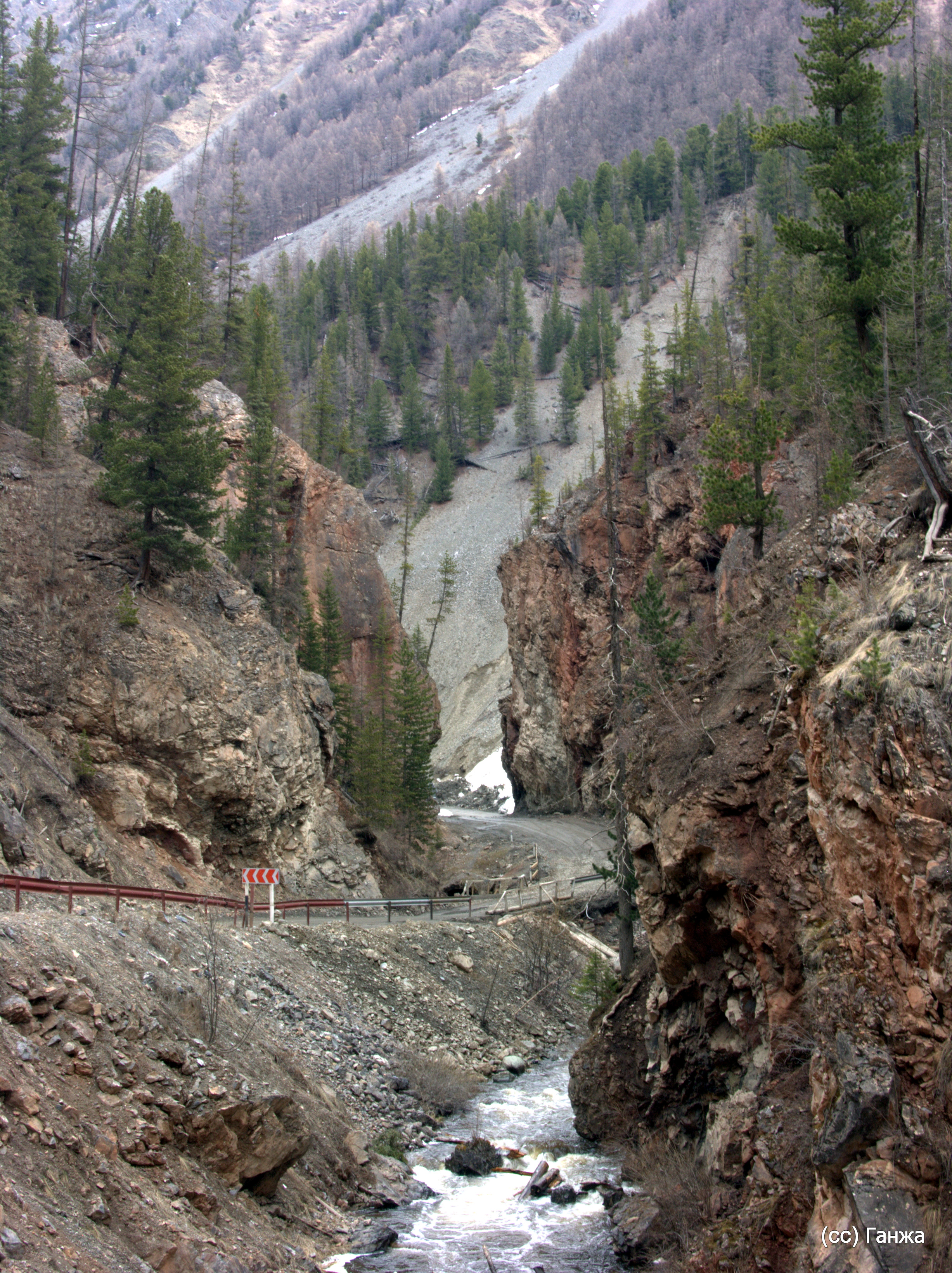
Красные ворота со стороны Акташа.